# Saint-Aubin-de-Blaye
 Saint-Aubin-de-Blaye  là một xã của tỉnh Gironde, thuộc vùng Nouvelle-Aquitaine, tây nam nước Pháp.